# Království (tvrz)
Tvrz Království stála v severozápadním cípu vesnice Království (místní část města Šluknov). Vznikla pravděpodobně v poslední čtvrtině 15. století, zanikla v průběhu třicetileté války.

## Historie
Ves Království je v písemných pramenech poprvé zmiňována roku 1346, zdejší tvrz však vznikla až o více než století později. Když získali tolštejnské panství saští vévodové Arnošt a Albrecht z rodu Wettinů, udělili roku 1472 vesnici v léno Zikmundovi z Varnsdorfu a jeho dcerám. Patrně v této době vznikla zdejší vodní tvrz. Z jedné strany ji chránil rybník, zbytek ohraničovaly hluboké příkopy zatopené vodou. Tvrz stála v severozápadní části vesnice a její podoba není známá. K roku 1546 je zmiňována jako majitelka Království Kateřina Klingerová, dcera Hanse von Keilinga. Roku 1555 podlehli téměř všichni obyvatelé vesnice morové epidemii, patrně včetně držitelů tvrze.
Vodní tvrz dobyli během třicetileté války Švédové. Stavba již nebyla obnovena a na jejím místě vyrostla později zemědělská usedlost (dům čp. 304). Během její přestavby v roce 1816 zcela zanikly poslední zbytky tvrze, rybník byl zrušen a vodní příkopy zasypány. Při stavebních pracích dělníci odkryli původní sklepy a nalezli celou řadu předmětů, jako např. zemědělské nářadí (radlice, pluhy) či neglazurované hrnce s uhlím. Statek stojící na místě tvrze zanikl v 2. polovině 20. století.